# Incilius coccifer
Incilius coccifer är en groddjursart som först beskrevs av Cope 1866.  Incilius coccifer ingår i släktet Incilius och familjen paddor. IUCN kategoriserar arten globalt som livskraftig. Inga underarter finns listade i Catalogue of Life.